# 大鱗前鰈
大鱗前鰈，為輻鰭魚綱鰈形目鰈亞目菱鰈科的其中一種，分布於澳洲南部海域，棲息深度40-80公尺，體長可達10公分，為底棲性魚類，屬肉食性，生活習性不明。

## 擴展閱讀
維基物種上的相關：大鱗前鰈